# Шерідан (Каліфорнія)
Шерідан (англ. Sheridan) — переписна місцевість (CDP) в США, в окрузі Пласер штату Каліфорнія. Населення — 1385 осіб (2020).

## Географія
Шерідан розташований за координатами 38°58′11″ пн. ш. 121°21′0″ зх. д. / 38.96972° пн. ш. 121.35000° зх. д. (38.969691, -121.350057).  За даними Бюро перепису населення США в 2010 році переписна місцевість мала площу 67,45 км², з яких 67,44 км² — суходіл та 0,02 км² — водойми.

### Клімат
| Клімат : Шерідан                                                             | Клімат : Шерідан | Клімат : Шерідан | Клімат : Шерідан | Клімат : Шерідан | Клімат : Шерідан | Клімат : Шерідан | Клімат : Шерідан | Клімат : Шерідан | Клімат : Шерідан | Клімат : Шерідан | Клімат : Шерідан | Клімат : Шерідан | Клімат : Шерідан |
| Показник                                                                     | Січ.             | Лют.             | Бер.             | Квіт.            | Трав.            | Черв.            | Лип.             | Серп.            | Вер.             | Жовт.            | Лист.            | Груд.            | Рік              |
| Абсолютний максимум, °C                                                      | 24,4             | 28,3             | 31,7             | 36,1             | 40,6             | 45,0             | 43,9             | 44,4             | 45,0             | 40,0             | 31,7             | 26,1             | 45,0             |
| Середній максимум, °C                                                        | 12,8             | 16,7             | 20,0             | 23,9             | 28,3             | 32,8             | 36,1             | 35,6             | 32,2             | 26,7             | 18,3             | 13,3             | 24,8             |
| Середня температура, °C                                                      | 8,9              | 11,7             | 14,2             | 18,1             | 21,9             | 26,1             | 25,6             | 26,4             | 25,6             | 20,0             | 14,4             | 8,9              | 18,5             |
| Середній мінімум, °C                                                         | 3,9              | 6,1              | 7,8              | 9,4              | 12,8             | 15,6             | 17,8             | 16,7             | 15,0             | 11,1             | 7,2              | 4,4              | 10,7             |
| Абсолютний мінімум, °C                                                       | −6,7             | −5               | −3,3             | 0,0              | 3,3              | 7,2              | 7,2              | 8,3              | 6,1              | 0,0              | −2,8             | −8,3             | −8,3             |
| ---------------------------------------------------------------------------- | ---------------- | ---------------- | ---------------- | ---------------- | ---------------- | ---------------- | ---------------- | ---------------- | ---------------- | ---------------- | ---------------- | ---------------- | ---------------- |
| Джерело: http://www.weather.com/weather/wxclimatology/monthly/graph/USCA0608 |                  |                  |                  |                  |                  |                  |                  |                  |                  |                  |                  |                  |                  |

## Демографія
Згідно з переписом 2010 року, у переписній місцевості мешкало 1238 осіб у 414 домогосподарствах у складі 319 родин. Густота населення становила 18 осіб/км².  Було 447 помешкань (7/км²).
Расовий склад населення:
| - 82,9 % — білих - 1,6 % — корінних американців - 1,1 % — азіатів - 0,6 % — чорних або афроамериканців - 0,2 % — вихідців з тихоокеанських островів - 9,1 % — осіб інших рас |

До двох чи більше рас належало 4,5 %. Частка іспаномовних становила 20,4 % від усіх жителів.
За віковим діапазоном населення розподілялося таким чином: 24,4 % — особи молодші 18 років, 63,1 % — особи у віці 18—64 років, 12,5 % — особи у віці 65 років та старші. Медіана віку мешканця становила 40,7 року. На 100 осіб жіночої статі у переписній місцевості припадало 101,3 чоловіків;  на 100 жінок у віці від 18 років та старших — 101,7 чоловіків також старших 18 років.
Середній дохід на одне домашнє господарство  становив 61 930 доларів США (медіана — 49 083), а середній дохід на одну сім'ю — 68 095 доларів (медіана — 58 750). За межею бідності перебувало 29,2 % осіб, у тому числі 20,7 % дітей у віці до 18 років та 0,0 % осіб у віці 65 років та старших.
Цивільне працевлаштоване населення становило 634 особи. Основні галузі зайнятості: мистецтво, розваги та відпочинок — 40,9 %, науковці, спеціалісти, менеджери — 10,3 %, будівництво — 9,9 %.